# 大唐玄奘
《大唐玄奘》（英語：Monk Xuanzang）是由中影集团出品，香港导演王家卫监制、邹静之编剧、霍建起执导、黄晓明主演的剧情电影，为国家新闻出版广电总局与印度驻华大使馆主办，是三部表现中国与印度友好交流题材的电影之一。代表中国角逐第89届奥斯卡最佳外语片。

## 剧情简介
唐朝贞观年間，年青的玄奘法师为求佛法真谛冒死偷渡出境，一路上遭遇千难万阻，天灾人祸，却也深得民间疾苦。官兵围堵、徒弟背叛、埋身沙海、断水绝粮，玄奘法师一心求法，最终抵达印度，在印度弘扬善念静心修佛，等到从无遮大会辩论成功回国时，已经是年逾50了。

## 演員
| 演員   | 角色         | |
| 黄晓明 | 玄奘         | 西行过程中经历了各种磨难，甚至数度命悬一线：被当成偷渡者，险中西域边陲的箭雨；徒弟石磐陀因被心魔驱动，竟对玄奘匕首相对；广袤无垠的沙漠中失去水源又迷失方向时，差点命丧黄沙...这些都挡不住他坚定的脚步。最终玄奘凭着内心不变的信念，完成了这段不可能的旅程。 |
| 赵文瑄 | 唐太宗       | |
| 薛中锐 | 长孙无忌     | |
| 谭凯   | 王祥         | 驻守西域边陲烽火台的大将，起初抓捕玄奘，后因感于玄奘解决了自己心中的困惑，終将玄奘放行。 |
| 徐峥   | 李大亮       | 凉州总督，信奉佛教，本來抓捕玄奘，後來帮助玄奘，表面不通情理，内心却善良温暖。 |
| 罗晋   | 李昌         | 瓜州太守，开始对玄奘抱怀疑態度，後來相信並敬佩玄奘，甚至冒死相助。 |
| 汤镇业 | 木叉法师     | 龟兹国法师，道法高深，一开始对玄奘极其不屑，结果论经的过程中发现玄奘的修为比他还要厉害，深感惭愧。 |
| 蒲巴甲 | 石槃陀       | 西域胡人，折服于玄奘西行求法的决心而拜玄奘为师，希望在玄奘身边修行，了解佛法击溃心中的恐惧。在取经过程中，在经历了重重磨难，他发现自己无法克服对未知的恐惧，最终半途而废弃师而去。                                                                          |
| 赵熠洋 | 辩机         | 玄奘徒弟 |
| 錦榮   | 武青         | |
| 曹操   | 康寧漢姆     | |
| 王繪春 | 智嚴法師     | |
| 姜超   | 伊吾國王     | |
| 赵亮   | 宣喻官       | |
| 車曉   | 玄奘之母     | |
| 楼佳悦 | 西域美女     | |
| 劉蔚森 | 了空         | |
| 周禹桐 | 正言         | |
| 连凯   | 高昌王麴文泰 | 听说玄奘来到西域后，就亲自迎接玄奘入宫，最初崇拜敬仰玄奘，后来心生占有。玄奘为了表达西行的决心，不惜绝食明志。高昌王感动于玄奘的决心，后悔自己莽撞的决定，最終送他西行。                                                                                    |

## 獎項及提名
| 獎項                                 | 類別                 | 名字     | 結果 |
| 第19屆上海國際電影節电影频道传媒大奖 | 最受传媒关注年度影片 | 大唐玄奘 | 獲獎 |
| 第13屆長春電影節金鹿奖               | 最佳华语故事片奖     | 大唐玄奘 | 獲獎 |
| 第13屆長春電影節金鹿奖               | 最佳男主角           | 黃曉明   | 獲獎 |
| 第13屆長春電影節金鹿奖               | 最佳攝影獎           | 孫明     | 獲獎 |
| 第13屆長春電影節金鹿奖               | 最佳編劇獎           | 鄒靜之   | 提名 |
| 第1屆金色银幕奖                      | 最佳編劇獎           | 鄒靜之   | 待定 |
| 第1屆金色银幕奖                      | 最佳中外合拍影片     | 大唐玄奘 | 待定 |
| 第1屆金色银幕奖                      | 最佳男主角           | 黃曉明   | 待定 |
| 第1屆金色银幕奖                      | 最佳導演             | 霍建起   | 待定 |
| 第1屆意大利中國電影節                | 最佳男主角           | 黃曉明   | 獲獎 |
| ------------------------------------ | -------------------- | -------- | ---- |